# الشاعر آكين
آقين أو أكين ((بالقازاقية: ақын)‏, (بالقيرغيزية: акын)‏, نُطق ‎[ɑˈqɯn]‏؛ يُكتبان كـ aqın أو اقين)، هو شاعر تحسيني وشاعر ومغنٍ ضمن الثقافات الكازاخية والثقافات القيرغيزية. يختلف الآكينز عن الجيراو أو ماناسشي، اللذين يكونون بدلاً من ذلك منفذين للأغاني أو رواة القصص الملحمية.
في مسابقات الأغاني المعروفة باسم آيتيس أو آيتيش، يرتجل الآكينز على شكل تلاوة تشبه الأغنية، عادةً مع مرافقة دومبرا (بين الكازاخستانيين) أو كوموز (بين القيرغيز). في سياق النمط الحيوي والأمية لمعظم السكان الريفيين في وسط آسيا في مرحلة ما قبل الاتحاد السوفيتي، لعب الآكينز دورًا مهمًا في التعبير عن أفكار الناس ومشاعرهم، والكشف عن الآفات الاجتماعية، وتمجيد الأبطال. في عصر الاتحاد السوفيتي، كانت تشمل مجموعتهم أغاني مدح لينين.
يمكن للآكينز المعاصرون أيضًا نشر كلماتهم وشعرهم الأصلي.

## الآكينز الكازاخستانية
تشمل الآكينات التاريخية الكازاخية الشهيرة: جاناك كامبارولوي (1760–1857)، مخمبت أوتميسولي (1804–1846)، سويونباي أرونولي (1815–1898)، شيرنيز جاريلجاسوف (1817–1881)، بيرزان-سال خودجولوف (1834–1897)، زياوس بايزانوف (1835–1929)، آكان سيري كورامسولوي (1843–1913)، جامبيل جابايولي (1846–1945)، جازيز فيرسول (منذ 1930)، كينن أزيرباييف (1884–1976)، وأكتان كيريولي.
غالبًا ما يرتجل الآكينز بشكل كامل، ردًا على أي ظاهرة في المجتمع أو في الوضع في العطلات الوطنية، وما إلى ذلك. في الأعياد، غالبًا ما يُعقد نوع من مسابقة آكين. خلال مسابقة الأكوا، وأثناء التسلية، يحاولون بشكل منفصل في شكل شعري ساخر السخرية من بعضهم البعض أو اختيار أي موضوع تعسفي. في بعض الأحيان، يحاول السلطات تعريض آيتيش للرقابة عندما يتعلق الأمر بسلطة الملكية أو السياسيين.
نمط الحياة البدوي وسرعة فن الآكينوف لم تسمح في الماضي بالعمل والاحتفاظ بالأعمال على الورق. أغلب أعمال الآكينين ظلت مفقودة.

## آكينس القرغيزية
تشمل الآكينات القرغيزية الشهيرة: قاليغول، وأرستانبيك، وسولتونباي، توقتوجول ساتيلجانوف، توغولوق مولدو، قيليشتي، ونايمانباي، وقلمميرزا، وإشمانبيت، وبيكنازار. في بعض الأحيان، تُعتبر الماناشي أيضًا فئة منفصلة لرواية القصص من الآكين.

## الأدب
- نورماخان، جاناش: Kazaktyn 5000 Akyn-zhyrauy. ألماتي 2008. (ردمك 9965-742-70-7) باللغة القازاقية

## وصلات خارجية
- "Alpamysh" في أرشيف أورال التركي للسرد الشفوي، جامعة تكساس تكنولوجي
- الهوية الوسطية الآسيوية تحت حكم روسيا

قالب:قائمة ممثلة التراث الثقافي اللامادي للإنسانية